# David Chettle
David Chettle, född 14 september 1951, är en australisk friidrottare. Han deltog vid olympiska sommarspelen 1976.